# 水車 (アルバム)
『水車』（みずぐるま）は、1977年4月21日に発売された日本のフォークデュオ、ふきのとうの4thアルバム。

## 概要
先行シングル「雨ふり道玄坂」「美しく燃えて」が収録されている。

## 収録曲
| #         | タイトル             | 作詞      | 作曲      | 編曲      | 時間  |
| --------- | -------------------- | --------- | --------- | --------- | ----- |
| 1.        | 「雪の町へ」         | 山木康世  | 山木康世  | 瀬尾一三  | 3:39  |
| 2.        | 「さようならの言葉」 | 細坪基佳  | 細坪基佳  | 瀬尾一三  | 4:12  |
| 3.        | 「雨ふり道玄坂」     | 山木康世  | 山木康世  | 瀬尾一三  | 4:26  |
| 4.        | 「哀歌」             | 山木康世  | 山木康世  | 瀬尾一三  | 3:18  |
| 5.        | 「美しく燃えて」     | 細坪基佳  | 細坪基佳  | 瀬尾一三  | 3:52  |
| 合計時間: | 合計時間:            | 合計時間: | 合計時間: | 合計時間: | 19:27 |

| #         | タイトル                   | 作詞      | 作曲      | 編曲                | 時間  |
| --------- | -------------------------- | --------- | --------- | ------------------- | ----- |
| 6.        | 「恋唄」                   | 山木康世  | 山木康世  | ふきのとう 瀬尾一三 | 2:30  |
| 7.        | 「昨日故郷へ帰る夢を見た」 | 山木康世  | 山木康世  | ふきのとう          | 3:22  |
| 8.        | 「おやすみ (Good Night)」  | 細坪基佳  | 細坪基佳  | ふきのとう          | 2:48  |
| 9.        | 「雪舞」                   | 細坪基佳  | 細坪基佳  | 瀬尾一三            | 4:55  |
| 10.       | 「水車」                   | 細坪基佳  | 細坪基佳  | 瀬尾一三            | 6:26  |
| 合計時間: | 合計時間:                  | 合計時間: | 合計時間: | 合計時間:           | 20:01 |

## 曲解説

### A面
1. 雪の町へ
2. さようならの言葉
3. 雨ふり道玄坂
先行シングル曲。
4. 哀歌
7thシングル「美しく燃えて」のB面（カップリング曲）。
5. 美しく燃えて
先行シングル曲。

### B面
1. 恋唄
2. 昨日故郷へ帰る夢を見た
3. おやすみ (Good Night)
6thシングル「雨ふり道玄坂」のB面（カップリング曲）[注 1]。
4. 雪舞
5. 水車

## 参加ミュージシャン
- Vocal, Ac. Guitar, E. Guitar：山木康世
- Vocal, Ac. Guitar：細坪基佳
- Drums：田中清司
- Drums：守谷順
- E.Bass：金田一省吾
- E.Bass：森理
- Key Boards：渋井博
- E.Guitar：芳野藤丸
- E.Guitar：矢島賢
- Ac. Guitar：吉川忠英
- Fiddle：武川雅寛
- Harp：山川恵子
- Steel Guitar：大江俊幸
- Percussion：穴井忠臣
- Glocken Spiel：金山功
- Accordion：風間文彦
- Clarinet：鈴木重男
- Solina：井上良介
- Strings：TOMATO